# Phloeomana clavata
Phloeomana clavata (Peck) Redhead – gatunek grzybów należący do rzędu pieczarkowców (Agaricales).

## Systematyka i nazewnictwo
Pozycja w klasyfikacji według Index Fungorum: Phloeomana, Porotheleaceae, Agaricales, Agaricomycetidae, Agaricomycetes, Agaricomycotina, Basidiomycota, Fungi.
Po raz pierwszy opisał go w 1898r. Charles Horton Peck, nadając mu nazwę Omphalia clavata. W 2016 r. Scott Alan Redhead przeniósł go do rodzaju Phloeomana. Synonimy:
- Mycena clavata (Peck) Redhead 1986
- Omphalia clavata Peck 1898
- Omphalopsis clavata (Peck) Murrill 1916[2].

## Morfologia
Kapelusz
Średnica 2–12,5 mm, początkowo półkulisty, paraboliczny lub dzwonkowaty, potem wypukły, w końcu płaskołukowaty, często nieco wklęsły, z prześwitującymi blaszkami, delikatnie owłosiony. Powierzchnia błyszcząca, blado ochrowobrązowa, jasno szarobrązowa, żółtobrązowa lub szarawooliwkowobrązowa, na brzegu jaśniejsza, w młodym wieku i w stanie wilgotnym ciemniejsza, z wiekiem blaknąca.
Blaszki
Nieco zbiegające, w liczbie 8–20 pełnych blaszek, łukowate, nieco jaśniejsze od kapelusza, z jaśniejszymi ostrzami.
Trzon
Wysokość 8–80 mm, grubość 0,2–1 mm, cylindryczny, równy, mocny. Powierzchnia owłosiona, błyszcząca, jaśniejsza od kapelusza, beżowo-brązowa, jasno żółtawobrązowa, wodniście żółtawa, wodniście brązowawa lub szarawa, podstawa pokryta grubymi, białawymi włókienkami.
Miąższ
Bardzo cienki, bez zapachu i bez smaku.
Cechy mikroskopowe
Podstawki 21–39 × 5–9 µm, maczugowate, 2-zarodnikowe, ze sterygmami o długości 6–7 µm lub 4-zarodnikowe. Bazydiospory 7–11 × 5,5–8,5(–9,5) µm (2-zarodnikowe) lub 6,5–10,5 × 5–7,5 µm (4-zarodnikowe), szeroko elipsoidalne, szeroko migdałowate do półkulistych, nieamyloidalne. Cheilocystydy 20–88 × 4–16 µm, tworzące sterylne pasmo, półcylindryczne, wrzecionowate do butelkowatych, przechodzące na wierzchołkach w smukłą, prostą lub nieco rozgałęzioną szyjkę o szerokości 2–5 µm, często pokryte dużą kroplą galaretowatej substancji; rzadziej, w pobliżu krawędzi kapelusza, krótsze, 17–35 × 6–15 µm, maczugowate z kilkoma cylindrycznymi naroślami. Pleurocystyd brak. Trama blaszek niedekstrynoidalna. Strzępki włosków o szerokości 2,5–6,5 µm, pokryte prostymi lub mocno rozgałęzionymi naroślami o wymiarach do 22,5 × 1–2 µm, które mogą tworzyć bardzo gęste masy, z niektórymi uchyłkami wydłużonymi do 32 µm długości. Dolne warstwy subhymenium i kontekstu zbudowane są z szerszych strzępek o szerokości 3–10 µm, wyraźnie inkrustowanych brązowawym pigmentem. Strzępki warstwy korowej trzonu o szerokości 1,5–3,5 µm, w większości gładkie, ale pokryte odgałęzieniami bocznymi i licznymi kaulocystydami o wymiarach 35–78 × 3–11 µm. Sprzążki występują licznie w formie 4-zarodnikowej, brak ich u form 2-zarodnikowych.

## Występowanie i siedlisko
Występuje w Ameryce Północnej, Europie i Azji. W Polsce po raz pierwszy jego stanowisko podał A. Ronikier w 2019 r. (jako Mycena clavata).
Nadrzewny grzyb saprotroficzny. Owocniki pojedynczo lub w skupiskach na korze i ściółce drzew iglastych (żywotnik, świerk, sosna, jałowiec), ale czasami także na drewnie drzew liściastych (podano stanowisko na starej wierzbie iwa).